# Lieres
Lieres es una parroquia del concejo de Siero, en el Principado de Asturias (España). El uno de enero de 2018 albergaba una población de 1222 habitantes (INE 2018) en 708 viviendas. Ocupa una extensión de 8,10 km².

## Toponimia
Xose Lluis García Arias ha propuesto que el origen etimológico de Lieres es latino: (terras) loliarias, que significaría tierras abundantes en ballico (lolium perenne).

## Geografía
Se encuentra en el extremo oriental del concejo de Siero, y limita al norte con las parroquias de Collado y Santiago, esta última en el concejo de Sariego; al este, con la de El Remedio, en el concejo de Nava; al sur, con las de San Julián y Suares, ambas en el concejo de Bimenes; y al oeste, con la de Feleches.
Su territorio se encuentra atravesado por el río Nora y tres de sus afluentes, los arroyos Fal, La Riega les Cabres, que cuenta con un afluente llamado La Riega del Solanu, y el Miravete, el cual también consta de otro afluente que sirve de línea divisoria entre los concejos de Nava y Siero.
Según el nomenclátor de 2022 la parroquia y sus poblaciones tiene las siguientes cifras (se mantiene entre paréntesis la población de 2015para apreciar las variaciones): 
- El Acebal (L'Acebal en asturiano y oficialmente[5]) (aldea): 81 habitantes. 2022[1] (100 en 2015)
- La Cabaña (lugar): 17 habitantes. (16)
- Campiello (El Campiellu) (lugar): 23 habitantes. (16)
- Los Cañales (lugar): 5 habitantes. (7)
- La Corte (lugar): 55 habitantes. (54)
- Cotaya (La Cotaya) (lugar): 22 habitantes. (22)
- La Cruz (casería): 10 habitantes. (8)
- Les Cuadrielles (casería): 20 habitantes. (21)
- La Cuesta (lugar): 25 habitantes. (17)
- Corujedo (Curuxeo) (lugar): 46 habitantes. (42)
- Cobiella (La Cuviella) (lugar): 25 habitantes. (26)
- Les Faces (lugar): 23 habitantes. (14)
- La Faya (lugar): 53 habitantes. (56)
- Fresneda (Fresnea) (lugar): 15 habitantes. (16)
- El Monte (lugar): 7 habitantes. (9)
- La Pedrera (aldea): 90 habitantes. (89)
- El Pino (lugar): 10 habitantes. (10)
- Piñule (lugar): 34 habitantes. (31)
- Quintanal (El Quintanal) (aldea): 261 habitantes. (280)
- El Rebollar (El Rebollal) (lugar): 22 habitantes. (23)
- El Reconco (El Recuncu) (lugar): 14 habitantes. (16)
- Reanes (Rianes) (lugar): 70 habitantes. (71)
- La Roza (lugar): 50 habitantes. (41)
- Secadiella (Sacadiella) (casería): 22 habitantes. (19)
- Solvay (lugar): 177 habitantes. (205)
- Sorrobín (lugar): 20 habitantes. (13)

## Origen e historia

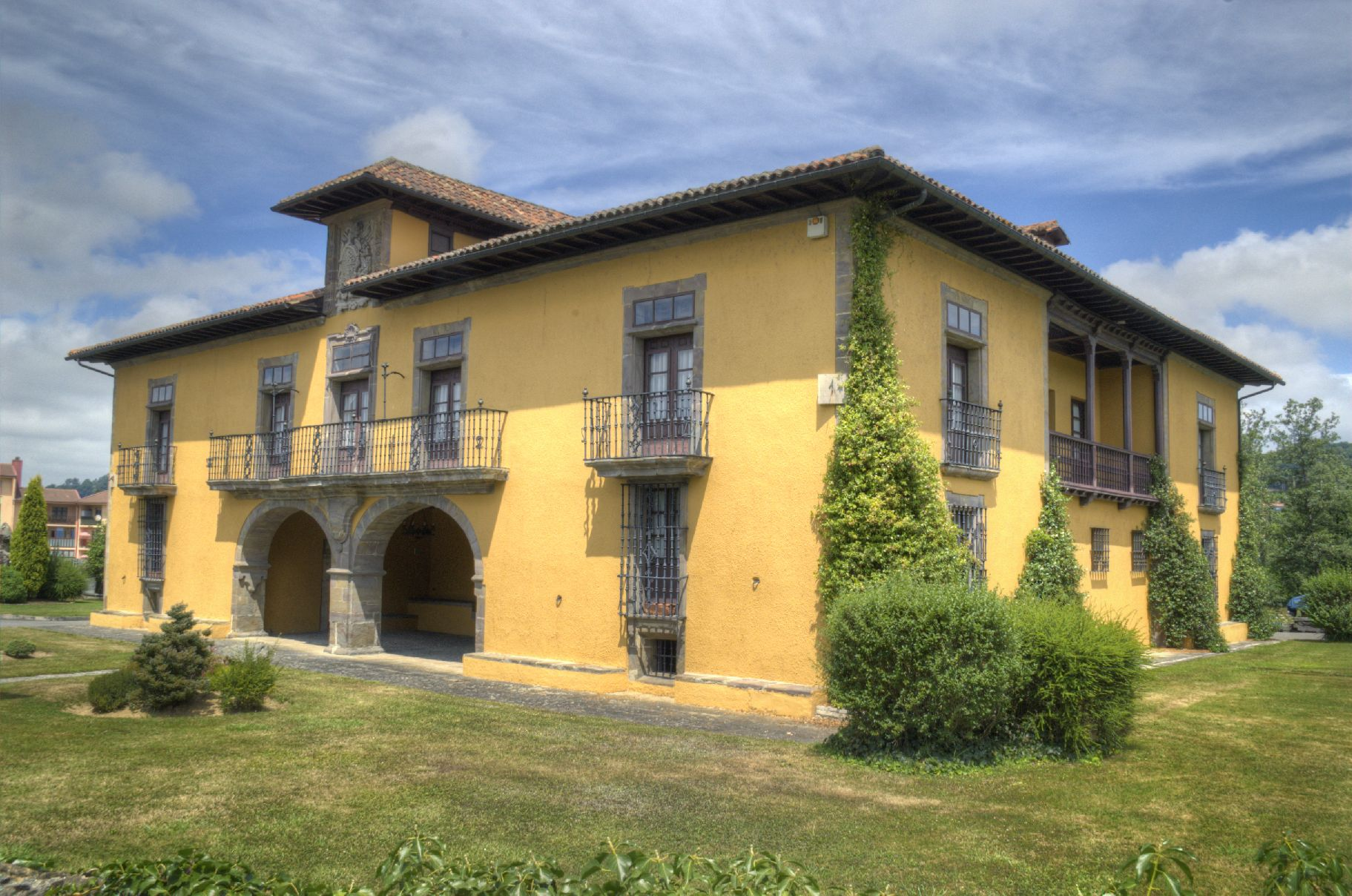
Palacio de Cavanielles

La primera vez que aparece de manera documentada el nombre de Lieres en la historia es en el periodo conocido como Baja Edad Media, (siglos XIII y XIV) en el Libro Becerro de la Catedral de Oviedo también llamado Becerro de Don Gutierre en 1385.
Parece ser que el obispo de entonces mandó censar todas las propiedades, bienes, jurisdicción de mitra, constituciones eclesiásticas, etc., así como un Estadismo Diocesano en el que aparecieran inventariadas todas las iglesias con su demarcación.
En la confección de este parroquial el amanuense o copista del obispo (que tenía varios), utilizaron información suministrada por el clérigo responsable de la Parroquia, iglesias, arciprestazgos, etc.
De todas las iglesias que se citaron, algunas no correspondían a parroquias propiamente dichas, pues muchas eran abadías o monasterios solo de nombre, pues sus fundadores, generalmente del mundo laico les habían dado el título para así ganar prestigio y al tiempo, eximirlas de obligaciones fiscales.
En lo que era el arciprestazgo de Siero que formaba parte del deanazgo de Oviedo figuraba entre otras, la iglesia de Santa María de El Moldano en Lieres.
Con el paso del tiempo algunas iglesias cambiarían de nombre, y una de ellas fue esta, ya que debido a la necesidad de encontrar un lugar más llano y accesible para sus habitantes, en 1771 se inaugura en Lieres la que en adelante pasaría a llamarse Santa María de Lieres.
Posteriormente volvería a aparecer en el siglo XVI en el llamado libro de presentación de curatos de la Catedral de Oviedo del siglo XVI.
Tras un largo lapso de dos siglos llegamos a un siglo XIX de lo más agitado, ya que la parroquia de Lieres, así como el resto del Principado de Asturias y por extensión toda España, va a sufrir en su territorio los dos conflictos bélicos que más daño causarían a nuestro país en el siglo que empezaba. Una fue la Guerra de Independencia Española, es decir el conflicto bélico que trajo consigo la invasión francesa en el mes de mayo de 1808. El otro conflicto más importante, a finales del XIX, fue la pérdida total de las colonias españolas en el continente americano.
Con respecto a la Guerra de la Independencia Española, los habitantes de Siero participaron en la contienda desde el primer momento. El Regimiento de Siero en diciembre de 1808 estaba formado por 2 jefes 25 capitanes y 585 soldados con armamento vestuario, etc. Así como una mediana instrucción.
El 19 de marzo de 1809 y a partir de ahí en fechas sucesivas el mariscal Michel Ney y su ejército sitiaría La Pola y el concejo es objeto de innumerables tropelías y demás actos de saqueo por parte del ejército francés, causando muchos daños materiales así como varias muertes y desolación entre la población.
En el año 1810 se produce una nueva invasión del Principado y ésta durará un año aproximadamente, en la que se libraron fuertes batallas, entre las que cabe destacar la ocurrida en el puente de Colloto cuya misión era la de apoderarse de la capital.
El ejército francés como invasor no fue muy bien visto por la población en general, ya que durante su estancia se produjeron muchos actos de vandalismo por parte de la tropa, algo que no tardaría en tener respuesta en forma de guerrilla, siendo los más importantes las de "El Nieto" en La Pola (aunque ésta se organizará en Santa Eulalia de Vigil), la de Fombella en la parroquia de Valdesoto y la de Jerónimo El Sastre.
En mayo de 1812 el General Bonet empieza a sufrir bajas importantes por la agresión sistemática de la guerrilla asturiana, llegando a producir en su ejército una profunda erosión, algo que le conduciría al abandono la región para continuar la lucha en otros frentes.
De las bajas en la parroquia de Lieres no existe constancia, ya que si nos atenemos a los documentos municipales que se hicieron en el año 1813 se tiene constancia de que las viudas del concejo habrían sido beneficiarías de una pensión vitalicia de 3 reales diarios.
Otro movimiento violento que repercutió en el concejo fue el de la guerra de África figurando varios soldados de Siero entre el ejército que intervino en la Batalla de Tetuán en 1860. Aquí el Ayuntamiento concedió una renta de dos reales a seis soldados que quedaron alguna minusvalía en esa contienda. Durante el mes de septiembre de ese mismo año. También la Junta Provincial de donativos para Inútiles y Fallecidos en la Contienda de África se reúne en el Ayuntamiento de Oviedo y allí mismo concede unas ayudas a las familias de diferentes víctimas, en la que aparece en vecino de Lieres llamado Manuel Alonso y su hijo Ramón que habían sido soldados en el Batallón de Cazadores de Tarifa, y que tras la guerra, Ramón fallecería en su casa como consecuencia de una enfermedad adquirida en África.

## Historia de la minería en Lieres

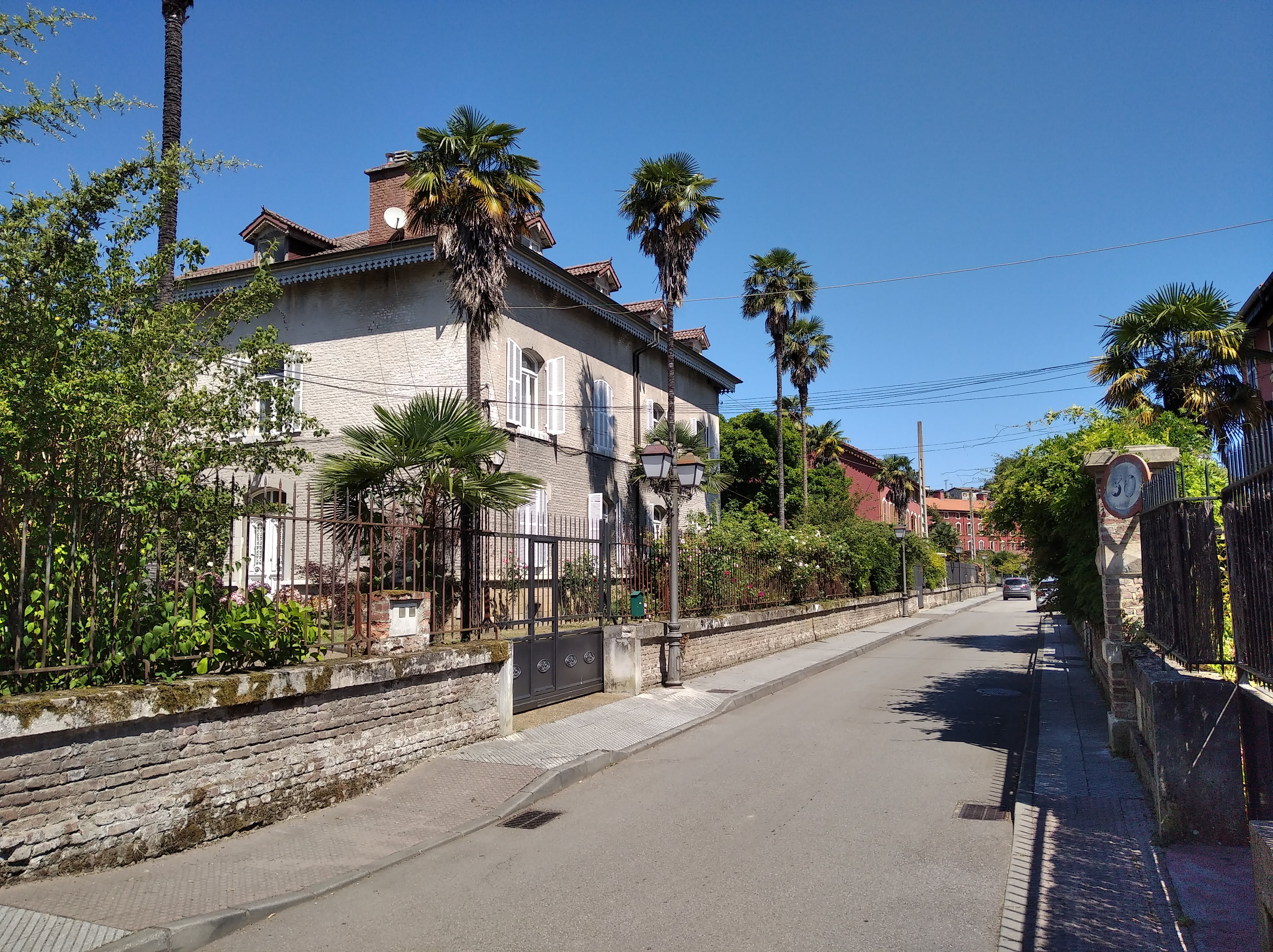
Antiguo poblado minero de Solvay / El Campiello

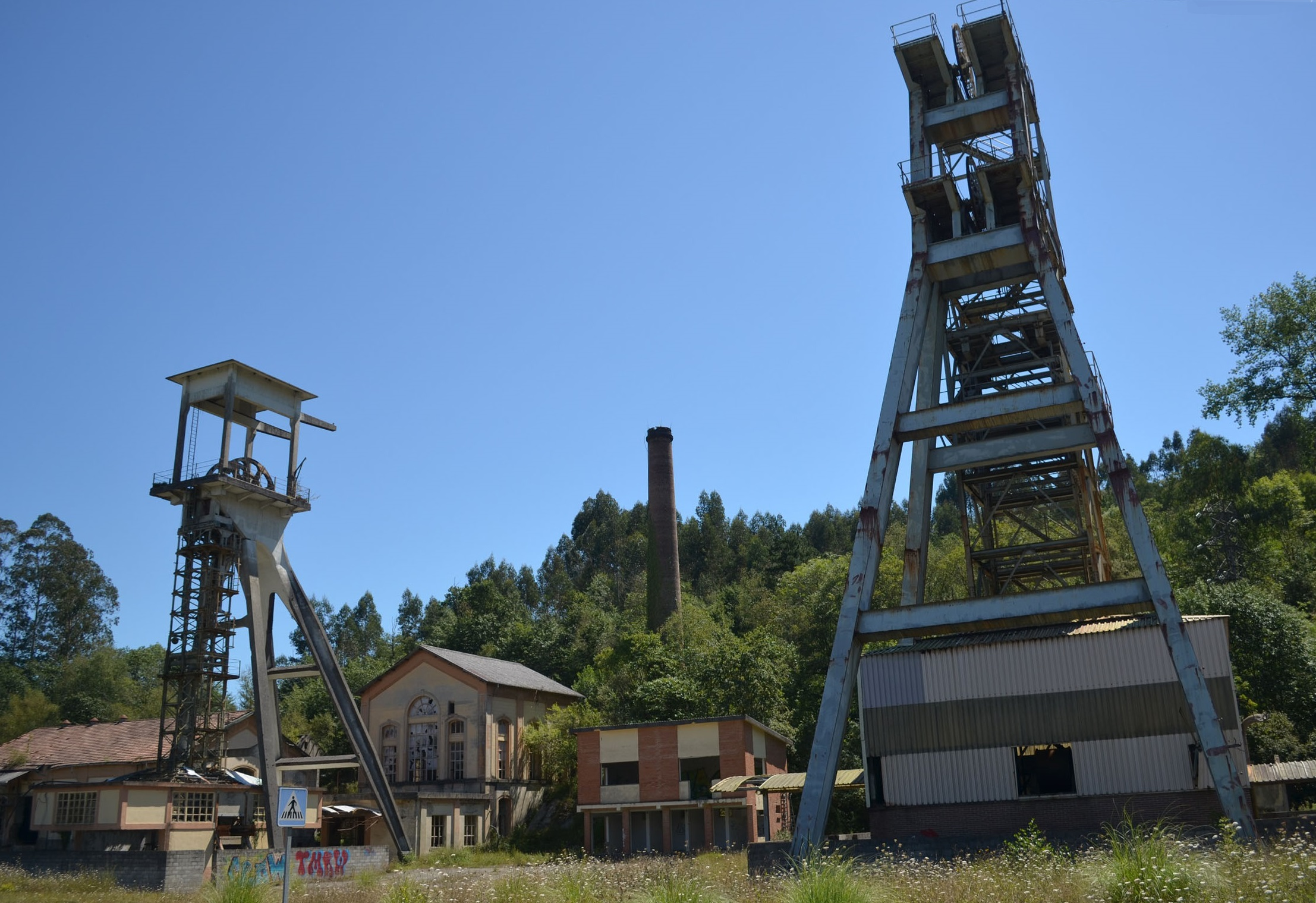
Minas de Lieres o Pozo Siero

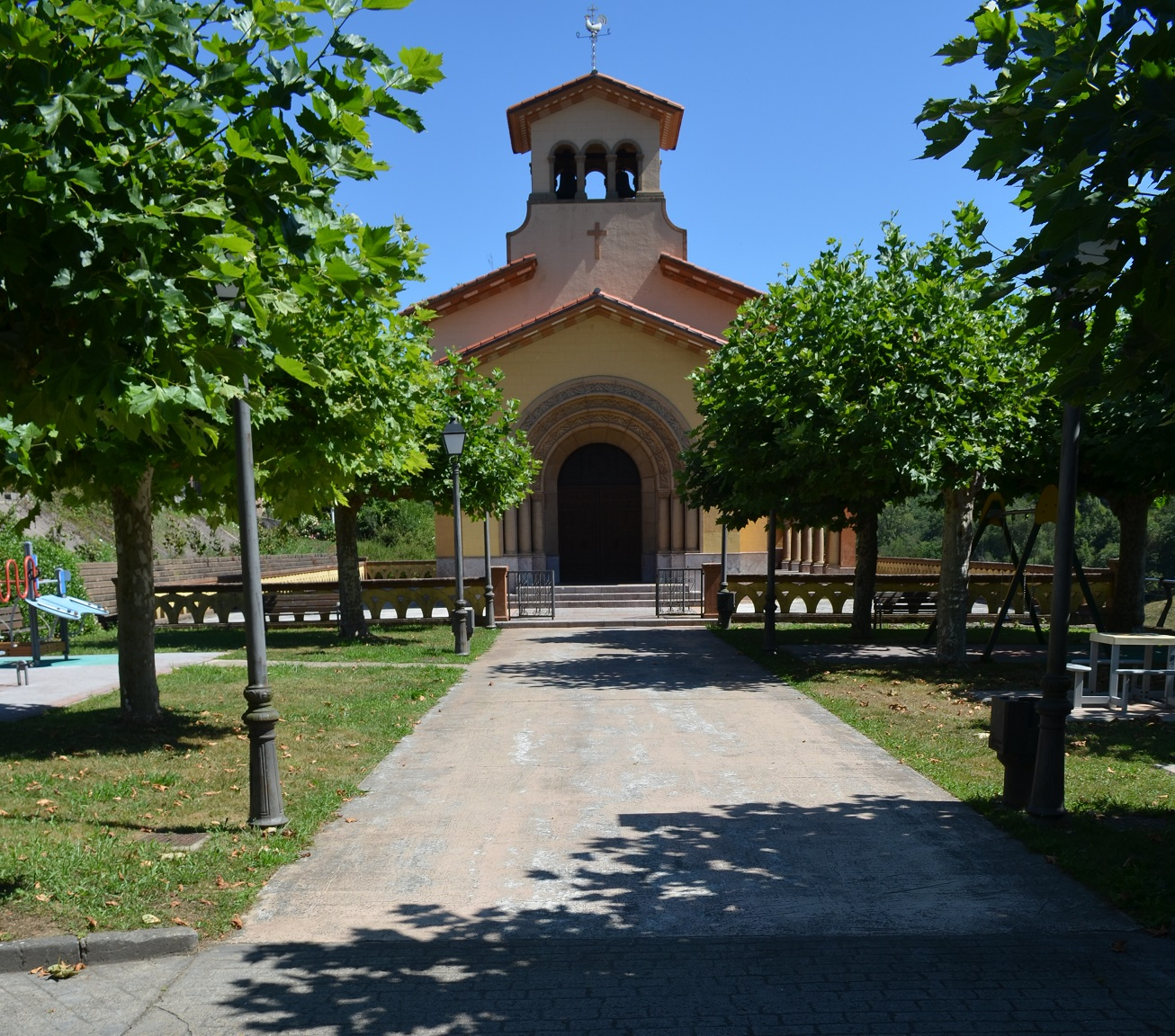
Santuario de La Salud, en El Campiello

Durante el siglo XVIII comienza una verdadera transformación en la parroquia de Lieres, algo que va a afectar no solo a ella sino al concejo en general: el comienzo de la explotación del carbón.
Según cuenta Fermín Canella, es en Siero donde se empiezan a realizar las primeras explotaciones carboníferas de Asturias. Pues aunque en el siglo XV, y según Aramburu y Zuloaga, es descubierta por Agustín Montero, fraile de la orden de los carmelitas de un convento de Valladolid, una mina en Arancés – concejo de Castrillón – y del que existen documentos en el Archivo General de Simancas, Valladolid sobre la concesión de licencias, no tiene la importancia de las de Siero, pues carecen de continuidad.
Fue Gaspar Casal y Julián, médico de la iglesia Catedral de Oviedo quien primero se fijó y prestó atención a las riquezas carboníferas de la región, quedando reflejado en su obra póstuma Historia Natural y Médica del Principado de Asturias.
Dada la calidad del mineral el propio Jovellanos en 1789 por encargo del gobierno redacta un informe sobre el carbón asturiano, así como de los territorios donde se encuentran las minas, y la necesidad de construir unas vías de comunicación que sirvieran de puente entre estas y el puerto, con el fin de abaratar los costes.
En uno de sus diarios escribe 

En la Riega de Carbayín está la mina que llaman del Soldado, desde donde se ve el sitio de la parroquia de Feleches donde se hallan cuatro minas grandes y siguiendo la misma falda, en la parroquia de Lieres, está la mina grande del monte de Lieres, beneficiada según el arte de los ingleses. Siguiendo el mismo monte por la misma parroquia hacia oriente esta la mina del Solano en el confín de los concejos Siero y Nava.

Más adelante, y siguiendo el diario de viaje de Jovellanos dice 

Subiendo al Carbayín empieza a recibir los carbones de las minas de Siero que son riquísimas y excelentes. Y cuando llegué al Rebollar tomará allí los de Lieres una de ellas es la mejor y más abundante de Asturias.

La historia de la minería propiamente en la parroquia de Lieres empieza gracias a la sociedad inglesa «La Compañía de San Luis», la cual, tras su fracaso económico en la parroquia de Carbayín, decide trasladarse a la también parroquia de Lieres, ya que esta contaba con las mejores minas de Asturias y los mejores precios. Los agentes de la compañía inglesa usurparon durante un tiempo las mejores explotaciones del concejo, así por 160 reales de vellón se compró la mejor mina de la parroquia, cuando ella misma producía más de 1200 reales de vellón.
Esta documentación aportada por F. Casado de Torres corrobora la opinión de Jovellanos en lo que a la manera de explotar las minas de Lieres hace la compañía inglesa, que se aparta de toda la modernidad que cabía esperar de la empresa.

Cuando hacía mis viajes para reconocer el estado de las minas, la rudeza de los trabajos de los naturales aumentaba mi deseo de llegar a Lieres donde por la residencia de los mineros ingleses y por los fondos de la compañía empresaria me prometía observar algunos edificios, máquinas, métodos mejores y cual fue mi sorpresa al advertir que en esta mina no se había edificado ninguna casa, barraca ni almacén, ni construido ninguna máquina, ni torno ni establecido ningún método, ningún instrumento desconocido de los demás; aunque la galería y cámaras estaban apuntaladas con arte y los trabajos se hacían con más seguridad y mejor directorio que en otras partes, no tuve el gusto de observar ninguno de aquellos medios debido a la pericia del arte, para sacar en mayor abundancia y en menos gasto los carbones, ni para custodiarlos y conducirlos con buena economía
Jovellanos

Aunque se dijo que la compañía tenía luces y sombras lo cierto es que en la práctica no contaba con progresos técnicos que la hicieran viable, y así Jovellanos en 1791 anunció su fracaso.
En los comienzos de la explotación del carbón en el concejo de Siero, el Ayuntamiento tomó la determinación de estimular el descubrimiento de minas, haciendo que cualquier vecino se beneficiase de todas las que pudiese hallar en los comunes del concejo, y una vez que se empezaba su explotación se pagaba un canon que nunca excedía de 16 Maravedís el quintal al pie de mina.
Los vecinos de Lieres por propia iniciativa arrendaron las minas a un vecino de la parroquia de Feleches por 600 reales, y este vecino a su vez la subarrendó a la Compañía de San Luis por 7000. Pasado un año falleció el arrendatario de Feleches lo que hizo que los vecinos de Lieres pidieran a la empresa que les pagase 3000 reales anuales por la mina Grande. La empresa no accedió y compró las minas a dos supuestos descubridores lo que originó un largo litigio.
En 1872 se redactó una Cédula Real por la que en caso de necesitar la Hacienda Real dinero, el Rey podía adueñarse de ellas, pagando el valor a sus dueños. El Ayuntamiento opinaba que solo se debería de hacer uso de este derecho en el caso de máxima necesidad pues temía que sus vecinos no se decidieran mucho ante la calidad que pudiera tener el carbón descubierto, y la posibilidad de quedarse sin ella. No obstante los vecinos de Lieres accedieron a esta disposición y consiguieron un canon anual de 3000 reales, con lo que pronto empezó necesitar tener los mismos beneficios la parroquia de Feleches, que también tenía sus minas. Todos estos problemas quedaron solucionados con una Real Cédula de diciembre de 1789 en la que se concedió la propiedad de las minas situadas en sus términos y baldíos, no dejando lugar sobre la aplicación de su utilidad que debería ser enteramente de la comunidad propietaria, de todos los vecinos del concejo y no de las parroquias y demás lugares que forman por sí mismas comunidades, ni tienen representación civil.
En 1833 se funda en Asturias la primera empresa minera de importancia, la Real Compañía Asturiana de Minas de Carbón, actualmente Asturiana de Zinc, con capital español y belga. En 1836 se reanudan los trabajos en Lieres y también empiezan a llegar compañías extranjeras. Y en 1838 se crea la Sociedad de Minas de Carbón de Siero y Langreo por Alejandro Aguado, marqués de las Marismas. Posteriormente una empresa del propio Don Alejandro, La Empresa del Camino Carbonero, construiría la carretera Carbonera por la que comenzarían en 1842 a circular los primeros carros.
En 1892 la sociedad La Fraternidad comienza sus labores con Don José Valdés Cavanilles al frente, hijo del famoso botánico D.Antonio José Cavanilles, y con domicilio social en Lieres. Posteriormente sería comprada en 1903 por la sociedad belga con sede en Bruselas Solvay & Cie. Con lo que a partir de este momento la parroquia de Lieres va a sufrir una transformación tanto económica como social que durará todo el siglo XX y que influirá en su población de manera decisiva. Se construye el poblado minero de El Campiello, paradigma de paternalismo industrial.

## La Alcoholera
Su industria principal durante casi todo el siglo XX fue la minería, si bien antes también tuvo industria del alcohol. El 12 de julio de 1898 y con motivo del problema del abastecimiento de azúcar después de la guerra de Cuba, entra a funcionar en la parroquia de Lieres la empresa La Azucarera de Lieres con un capital social de seis millones y cuya misión era la fabricación de azúcar procedente de la remolacha y la destilación de alcohol.

## Transporte y comunicaciones
La parroquia de Lieres, por su situación geográfica, cuenta con una buena red de comunicación por carretera (Asturias cuenta con cuatro autovías propiedad del Ministerio de Fomento de España, explotadas por el mismo y libres de peaje en lo que se denomina «Red de Carreteras del Estado»). Estas son:
- Oviedo Villaviciosa (A-64): Salida 14 sentido Oviedo (Lieres/Arriondas N-634) y sentido Villaviciosa (Lieres/Arriondas N-634).
- Oviedo Santander (N-634): Carretera Nacional.
- Oviedo - El Berrón - Infiesto Apeadero (Línea de ferrocarril RENFE FEVE)

Desde el 31 de julio de 2013 ya está en servicio la carretera conocida como Y de Bimenes, que conecta el Corredor del Nalón a la altura de El Entrego con la Autovía del Cantábrico a su paso por Lieres.

### Carretera
El transporte de viajeros por carretera es explotado por las empresas ALSA y Autos Sama S.A.

### Ferrocarril
La comunicación por vía ferroviaria es explotada por la empresa RENFE FEVE.